# تقلید (فیلم)
میمیک یا تقلید فیلمی آمریکایی (ساخته ۱۹۹۷) در ژانر علمی تخیلی، ترسناک به کارگردانی و نویسندگی گی‌یرمو دل تورو است. این فیلم بر اساس داستان کوتاهی به همین نام از دونالد ولهیم است.